# A termelőerők és termelési viszonyok összhangjának törvénye
A termelőerők és termelési viszonyok összhangjának törvénye a marxizmus–leninizmus egyik legfontosabb fogalma, alapvető tétele. E doktrína szerint ez az emberi társadalom társadalmi haladásának általános törvénye, hajtóereje, és az egymást követő társadalmi formációkon át az emberiség magasabb történelmi fejlődéséhez vezet. Ez a társadalmi–gazdasági törvényszerűség az egyes társadalmi formációkon belül is működik, így a kapitalizmus gazdasági válságainak és háborúinak gazdasági oka is.

## Tartalma
A termelési mód belső dialektikus ellentmondásának két oldala van, a termelőerők és a termelési viszonyok, amelyek szorosan összefüggenek egymással a termelési mód részeiként. Ennek a dialektikus ellentmondásnak a meghatározó oldala a termelőerők fejlődése. A termelőerők alkotják a fejlődés meghatározó, forradalmi, mozgékony elemét. A termelési viszonyok emellett stabilabbak. A fejlődés bizonyos fokán a feszültség támad az új termelőerők és a régi termelési viszonyok között.
Az osztálytársadalmakban a megerősödött termelőerők és a régi termelési viszonyok közötti konfliktus társadalmi forradalom vagy forradalmi méretű reformok révén oldódik meg.
A termelőerők történetileg általában folyamatos, állandó és csak kivételes esetekben megszakadt fejlődése ahhoz vezet, hogy a termelési mód bizonyos időközönként társadalmi krízisbe kerül. Ez az ellentmondás feloldható a termelési viszonyok minőségi ugrásában, a termelőerőkhöz való igazításával, vagy a termelőerők olyan szintre való lerombolásával, amelyen a régi termelési mód még érvényesülhet. Például a végső minőségi ugrás a kapitalista termelési mód felé az ipari forradalommal történt meg; bár a kapitalizmus bizonyos jellemzői már a feudális társadalmakban is megtalálhatók, az ipari forradalomig a feudalizmus volt a meghatározó.
A termelési viszonyok legfontosabb eleme a tulajdonviszonyok. Ezért a termelőerők és a termelési viszonyok közötti ellentmondás az antagonisztikus osztálytársadalmakban az elavult termelési viszonyokat védelmező uralkodó társadalmi osztály és az ezek felszámolásáért küzdő progresszív osztály közötti harchoz vezet. A forradalomban helyreáll az egység a termelőerők és a termelési viszonyok között.

## Fordítás
Ez a szócikk részben vagy egészben  a   Gesetz der Übereinstimmung der Produktionsverhältnisse mit dem Charakter der Produktivkräfte című német Wikipédia-szócikk ezen változatának fordításán alapul.  Az eredeti cikk szerkesztőit annak laptörténete sorolja fel. Ez a jelzés csupán a megfogalmazás eredetét és a szerzői jogokat jelzi, nem szolgál a cikkben szereplő információk forrásmegjelöléseként.